# Рімпар
Рімпар (нім. Rimpar) — громада в Німеччині, розташована в землі Баварія. Підпорядковується адміністративному округу Нижня Франконія. Входить до складу району Вюрцбург.
Площа — 36,42 км2. Населення становить 7705 ос. (станом на 31 грудня 2020).